# Мадатов, Ильхам Иса оглы
Ильхам Иса оглы Мадатов (азерб. İlham İsa oğlu Mədətov; род. 13 ноября 1952, Евлах, Гянджинская область) — ректор Азербайджанского университета туризма и менеджмента.

## Биография
Родился 13 ноября 1952 года в городе Евлах. В 1970 году окончил Евлахскую городскую школу № 4 с золотой медалью. В 1976 году окончил факультет востоковедения, отделение переводчиков арабского языка Азербайджанского государственного университета. 
С июля 1974 года по июль 1975 года работал переводчиком арабского языка в Арабской Республике Египет по линии Министерства монтажных и специальных строительных работ СССР. 
С августа 1976 года по октябрь 1976 года работал учителем в средней школе в селе Варвара Евлахского района. В 1976—1980 годах занимал должности инструктора, заведующего отделом и секретаря Евлахского городского комитета комсомола. 
С сентября 1980 года по август 1984 года находился в Ливии в качестве переводчика с арабского языка по линии Министерства обороны СССР. С сентября 1984 года по август 1988 года работал инструктором, заведующим отделом Евлахского городского комитета партии. 
С сентября 1988 года по июль 1991 года был аспирантом кафедры «Мировая политика и международные отношения» Академии общественных наук (Москва). В июне 1991 года защитив диссертацию получил ученую степень кандидата исторических наук. С октября 1991 г. по май 1995 года был заместителем главы исполнительной власти (мэрии) города Евлаха. 
С мая 1995 года по сентябрь 2017 года возглавлял Отдел международных отношений Министерства молодёжи и спорта Азербайджана (в 2001—2006 — Министерство молодёжи, спорта и туризма). 
С 2005 по 2011 годы являлся членом Бюро по развитию спорта Совета Европы. 
С 2001 года является членом Национального Олимпийского Комитета Азербайджана. Трижды был руководителем миссии олимпийской команды Азербайджана на летних Олимпийских играх в Пекине — 2008 (XXIX), Лондоне — 2012 (XXX), Рио — 2016 (XXXI). 
Являлся координатором XVIII Конференции министров Совета Европы, ответственных за спорт, которая проходила в Баку в сентябре 2010 года. Являлся секретарем Оргкомитета Европейских игр 2015, а также организационного Комитета по выдвижению города Баку для проведения летних олимпийских и паралимпийских игр 2016 года. 
Указом Президента Азербайджанской Республики 11 сентября 2017 года назначен ректором Азербайджанского университета туризма и менеджмента.

## Награды и медали
- Медаль «Прогресс» (4 марта 2009 года) — за заслуги в развитии азербайджанского спорта и плодотворную деятельность на государственной службе[2].
- Орден «За службу Отечеству» III степени (5 ноября 2012 года) — по случаю 20-летнего юбилея создания Национального Олимпийского Комитета Азербайджанской Республики и за заслуги в развитии спорта[3].

## Участие в международных мероприятиях
- Ежегодные совещания и семинары Комитета по развитию спорта Совета Европы
- Заседания Межправительственного комитета по делам молодежи Совета Европы
- Конференции министров спорта и министров молодежи Совета Европы
- Ежегодные встречи Расширенного частичного Соглашения по спорту Совета Европы
- Международные конференции министров и высоких должностных лиц физического воспитания и спорта ЮНЕСКО (MINЕPS).
- Конференции и встречи по спорту и молодежи Организации Исламского Сотрудничества
- Генеральные Ассамблеи и семинары Ассоциации Национальных Олимпийских Комитетов (АНОК) и Европейских Олимпийских Комитетов (ЕОК).